# Rosa Östh
Rosa Alice Theresia Östh (i riksdagen kallad Östh i Grillby), född Sjögren 28 april 1935 i Litslena församling i Uppsala län, död 20 september 2017 i Husby-Sjutolfts distrikt i Uppsala län, var en svensk politiker (centerpartist). Hon var ordinarie riksdagsledamot 1982–1994, invald för Uppsala läns valkrets. Till yrket var Östh lantbrukare.
Hon var dotter till mejeristen Gunnar Sjögren och Sigrid Wallinder. Hon gifte sig 1957 med Sven-Olov Rutger Östh (1931–2018). Östh satt i kommunfullmäktige i Enköpings kommun 1971–1984. I riksdagen engagerade hon sig främst i socialpolitik med fokus på vårdfrågor och regionalpolitik.
Östh är begravd på Husby-Sjutolfts kyrkogård.